# Xerophyta pinifolia
Xerophyta pinifolia là một loài thực vật có hoa thuộc họ Phỉ nhược thúy. Loài này được Jean-Baptiste de Lamarck miêu tả khoa học đầu tiên năm 1808.